# James H. Goss

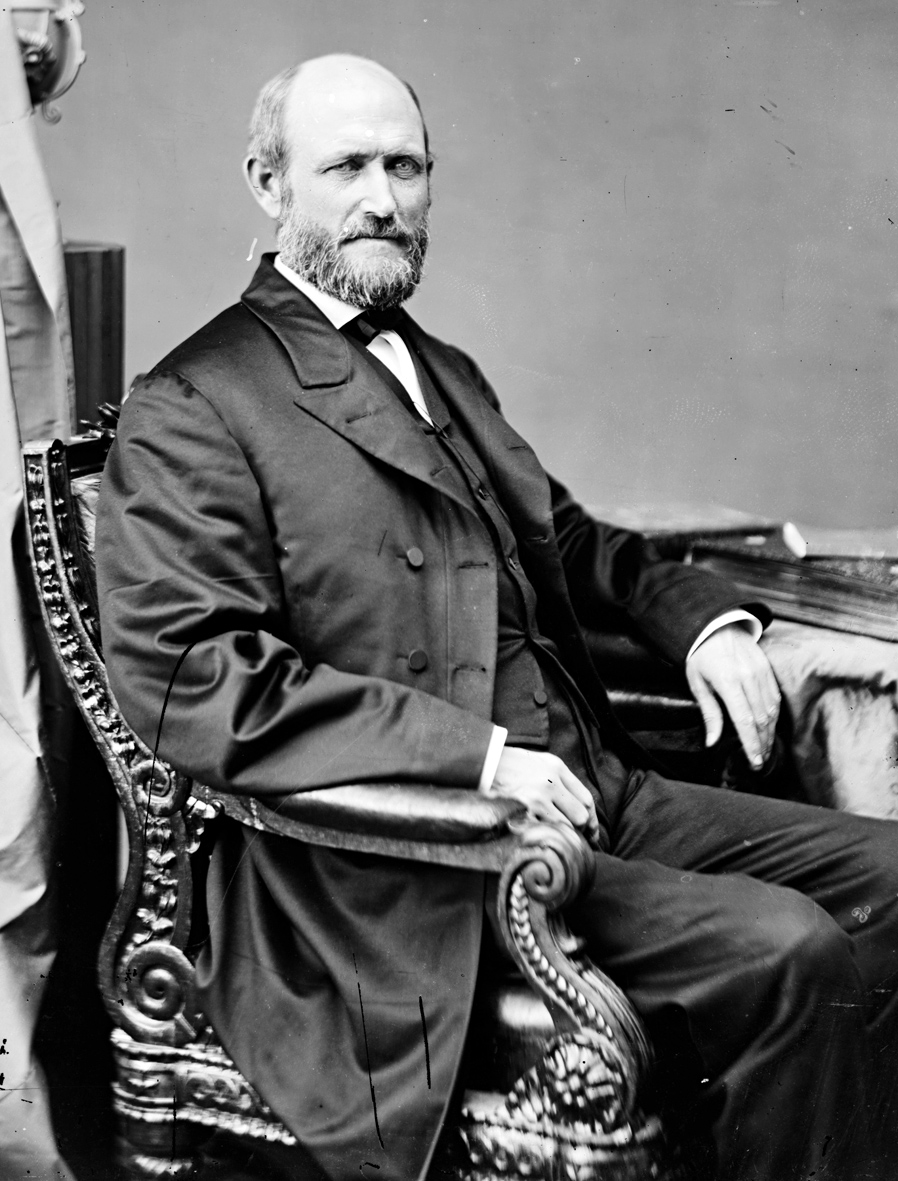
James H. Goss

James Hamilton Goss (* 9. August 1820 in Union, Union County, South Carolina; † 31. Oktober 1886 ebenda) war ein US-amerikanischer Politiker. Zwischen 1868 und 1869 vertrat er den Bundesstaat South Carolina im US-Repräsentantenhaus.

## Werdegang
James Goss besuchte die öffentlichen Schulen seiner Heimat einschließlich der Union Male Academy. Danach wurde er im Handel tätig. Während des Bürgerkrieges diente er als Soldat in der Miliz des Staates South Carolina. Nach dem Krieg wurde er Mitglied der Republikanischen Partei. Im Jahr 1867 war er Delegierter auf einer Versammlung zur Ṻberarbeitung der Staatsverfassung von South Carolina.
Nach der Wiederzulassung South Carolinas im Kongress wurde er im Jahr 1868 als Kandidat seiner Partei im vierten Wahlbezirk von South Carolina in das US-Repräsentantenhaus in Washington, D.C. gewählt. Dort trat er am 18. Juli 1868 sein neues Mandat an. Bis zum 3. März 1869 beendete er dort die laufende Legislaturperiode. Bei den regulären Kongresswahlen des Jahres 1868 verzichtete Goss auf eine erneute Kandidatur.
Zwischen 1871 und 1874 war Goss Mitglied im Kreisrat (Board of Commissioners) des Union County. Danach fungierte er von 1875 bis 1884 als Posthalter seiner Heimatstadt Union. James Goss starb am 31. Oktober 1886 in Union und wurde dort auch beigesetzt.